# Lucas Henveaux
Lucas Pierre Henveaux (Lieja, 25 de septiembre de 2000) es un deportista belga que compite en natación, especialista en el estilo libre.
Ganó una medalla de bronce en el Campeonato Mundial de Natación en Piscina Corta de 2024 y una medalla de bronce en el Campeonato Europeo de Natación en Piscina Corta de 2023.

## Palmarés internacional
| Campeonato Mundial en Piscina Corta | Campeonato Mundial en Piscina Corta | Campeonato Mundial en Piscina Corta | Campeonato Mundial en Piscina Corta |
| Año                                 | Lugar                               | Medalla                             | Prueba                              |
| ----------------------------------- | ----------------------------------- | ----------------------------------- | ----------------------------------- |
| 2024                                | Budapest (Hungría)                  | Medalla de bronce                   | 200 m libre                         |
| Campeonato Europeo en Piscina Corta |                                     |                                     |                                     |
| Año                                 | Lugar                               | Medalla                             | Prueba                              |
| 2023                                | Otopeni (Rumania)                   | Medalla de bronce                   | 400 m libre                         |